# 하이럼 로즈 레블스
하이럼 로즈 레블스(Hiram Rhodes Revels, 1827년 9월 27일 ~ 1901년 1월 26일)는 아프리카계 미국인으로서 처음으로 연방 상원을 지낸 공화당 정치인이었다. 자유 흑인이었던 레블스는 아프리카 감리교 감독교회의 목사를 지내고, 남북 전쟁이 일어나자 흑인 연대를 모집하는 도움을 주었으며 1870년 미시시피주를 대표하여 첫 아프리카계 미국인 연방 상원이 되었다. 상원으로서 1년을 지낸 후, 역사적 흑인 칼리지의 총장이 되었다.

## 어린 시절
노스캐롤라이나주 파예트빌에서 자유 흑인 부모에게 태어났다. 그의 부친은 침례교회 전도사로 일하였고, 모친은 스코틀랜드 혈통이 섞였다. 그는 자신의 조상들이 "내 지식이 확장되는 한 자유인들"이었다고 단언하였고, 자신의 스코틀랜드 계통 배경에 추가로 그는 아프리카와 크로아탄족 인디언의 혼혈로 소문이 났다. 노스캐롤라이나주에서 흑인 어린이들을 교육시키는 것이 불법이었던 시대에 레블스는 자유 흑인 여성 교사에 의하여 가르쳐진 학교를 다니고 이발사로서 몇년간 일하였다. 1844년 그는 자신의 교육을 완료하는 데 북부로 갔다. 레블스는 인디애나주 리버티에 있는 비치 그로브 퀘이커 신학교와 오하이오주에 있는 흑인 학생들을 위한 다크 카운티 신학교에서 수학하였다. 1845년 아프리카 감리교 감독교회 (AME)에서 안수되었다. 그의 첫 목사직은 자신이 1849년 AME 인디애나 회의에 장로로 선출된 인디애나주 리치먼드에서 가능성이 있었다. 1850년대 초반에 레블스는 오하이오주 출신 자유 흑인 여성 피비 A. 베이스에게 결혼하여 6명의 딸을 두었다.

## 아프리카 감리교 감독교회의 목사
레블스는 국가를 통하여 여행을 다녀 종교적 업무를 수행하였고, 인디애나주, 일리노이주, 캔자스주, 켄터키주와 테네시주에서 동료 아프리카계 미국인들을 교육시켰다. 미주리주가 자유 흑인들이 봉기를 선동할까봐 두려워 그들이 주에서 사는 것을 금지하였어도 레블스는 1853년 세인트루이스에서 아프리카 감리교 감독교회에서 목사직을 취하여 법률이 거의 시행되지 않는다고 언급하였다. 하지만 레블스는 후에 자신의 운동에 제한들 때문에 조심해야 했다고 드러냈다. "노예들이 그들의 주인드로부터 도망가는 데 선동할 아무 것이나 하는 것으로부터 꼼꼼하게 자제하였다."고 그는 상기하였다. "나의 목적은 그들에게 복음을 전하고, 노예 소유자들 마저 나를 관대하였던 그들의 도덕적과 영적 상태를 개선하는 것으로 이해되었다." 자신의 신중함에 불구하고, 레블스는 1854년 흑인 공동체에게 전도한 것으로 투옥되었다. 석방에 그는 메릴랜드주 볼티모어에서 장로교회와 목사직을 받아들여 또한 아프리카 감리교 감독교회 목사였던 자신의 동생 윌리스 레블스와 함께 일하였다. 하이럼 레블스는 볼티모어에 있는 흑인 학교의 교장이었고, 그 후에 1855년부터 1857년까지 장학금에 일리노이주 게일스버그에 있는 녹스 칼리지에서 수학하였다. 그는 최소한 어떤 대학 교육과 함께 한 미국에서 몇몇의 흑인들 중의 하나였다.

## 남북 전쟁
1861년 남북 전쟁이 터졌을 때 레블스는 메릴랜드주로부터 2개의 흑인 연대들을 모집하는 도움을 주었다. 1862년 흑인 군인들이 싸우는 데 허락되었을 때 그는 미시시피주 빅스버그와 잭슨에서 열린 전투들에 흑인 연대를 위하여 대위로 복무하였다. 1863년 레블스는 세인트루이스로 돌아와 해방 노예 학교를 설립하였다. 교전들의 말기에 레블스는 캔자스주 레번워스에 있는 교회에서 목사를 지냈다. 캔자스주에서 여행을 다닌 동안 레블스와 그의 가족은 퍼스트 클래스 티켓 소지자들을 위한 차량보다 흡연 차량에 않는 데 의문되었다. 레블스는 흡연 차량에서 언어는 자신의 부인과 딸들을 위하여 너무 거칠었다는 것에 항의하였고, 결국 차장은 화를 냈다. 레블스는 1866년 미시시피주 나체즈에 정착하기 전에 켄터키주 루이빌과 루이지애나주 뉴올리언스에 있는 교회들에서 목사를 지냈다.
남북 전쟁이 일어나기 전에 1,000명 이하의 자유 흑인 미시시피주 주민들이 기초 교육으로 접근하였다. 그러므로 레블스 같은 자유인들로부터 리더십은 전쟁 이후의 세월에 새로운 유권자 집결을 위하여 공화당으로 중요해졌다. 그 일은 레블스가 정치에 연루되어 1868년 나체즈의 시의회 의원으로서 자신의 첫 선출된 직위를 취하였다는 교육에서 그의 업무를 통한 것이었다. 그는 마지 못해 정계에 입문하여 인종 마찰과 자신의 종교적 업무와 함께 간섭을 두려워하였으나 그는 자신의 온건하고 인정 많은 정치적 견해와 함께 흑인과 백인들에 빠르게 이겼다. 1869년 친구인 훗날의 연방 하원 존 로이 린치에 의하여 출마하는 데 격려된 레블스는 미시시피주 연방 상원에서 의석을 이겼다. 새롭게 설치된 재건 정부 아래 레블스는 주의 140명 입법자들 중에 30명 이상의 아프리카계 미국인들 중의 하나였다. 자신의 선거에 그는 레번워스에 있는 친구에게 "우리는 흥미 진진한 캔버스 속에 있다 ... 난 다른 문제들에서 물론 정치에서 매우 열심히 일하고 있다. 우리는 미시시피주가 정의와 정치 및 법적으로 동등의 기초에 정착해야 할 것으로 결심되었다."라고 썼다. 약간 알려진 정치인 레블스는 자신이 회합 개강일에 감동적인 기도를 주었을 때 동료 입법자들의 주의를 끌어들였다.

## 미시시피주의 연방 상원

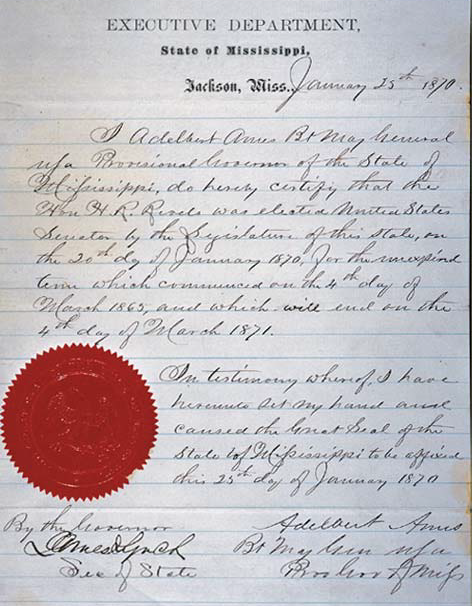
미시시피주지사와 미시시피 주무장관으로부터 미국 상원으로 레블스의 선출을 증명한 편지 (1870년 1월 25일)

새롭게 선출된 주의 연방 상원의 주요 업무는 미국 상원의 의석들을 채우는 것이었다. 1861년 민주당의 앨버트 브라운과 훗날의 아메리카 연합국의 대통령 제퍼슨 데이비스는 주가 아메리카 합중국으로부터 탈퇴했을 때 둘다 미시시피주의 상원 의석들을 비웠다. 그들의 기간들이 각각 1865년과 1863년 만기되었을 때 그들의 의석들은 채워지지 않았고 비워진 것으로 남아있었다. 1870년 새로운 미시시피주 입법부는 한번 브라운에 의하여 보유된 의석을 위하여 1871년에 만기될 이유로 한 기간의 나머지를 채우는 데 흑인을 선출하길 바랬으나 백인 후보와 함께 1875년에 끝난 또다른 만기되지 않은 기간을 채우기로 결심되었다. 흑인 입법자들은 취급에 동의하였고, 레블스가 상기한 대로 자신들 소유 중 하나의 선거가 인종 차별 편견에 대한 약화 타격일 것이라고 믿었다. 민주당의 다수도 또한 계획을 지지하여 흑인 상원이 "공화당을 심각하게 손상시킬" 것을 희망하였다. 1870년 1월 20일 3일과 7개의 비밀 투표 후에 미시시피주 입법부는 브라운의 전 의석에 레블스를 앉히는 데 85 대 15로 투표하였다. 그들은 데이비스의 전 의석을 채우는 데 북군의 장군 애덜버트 에임스를 선택하였다.

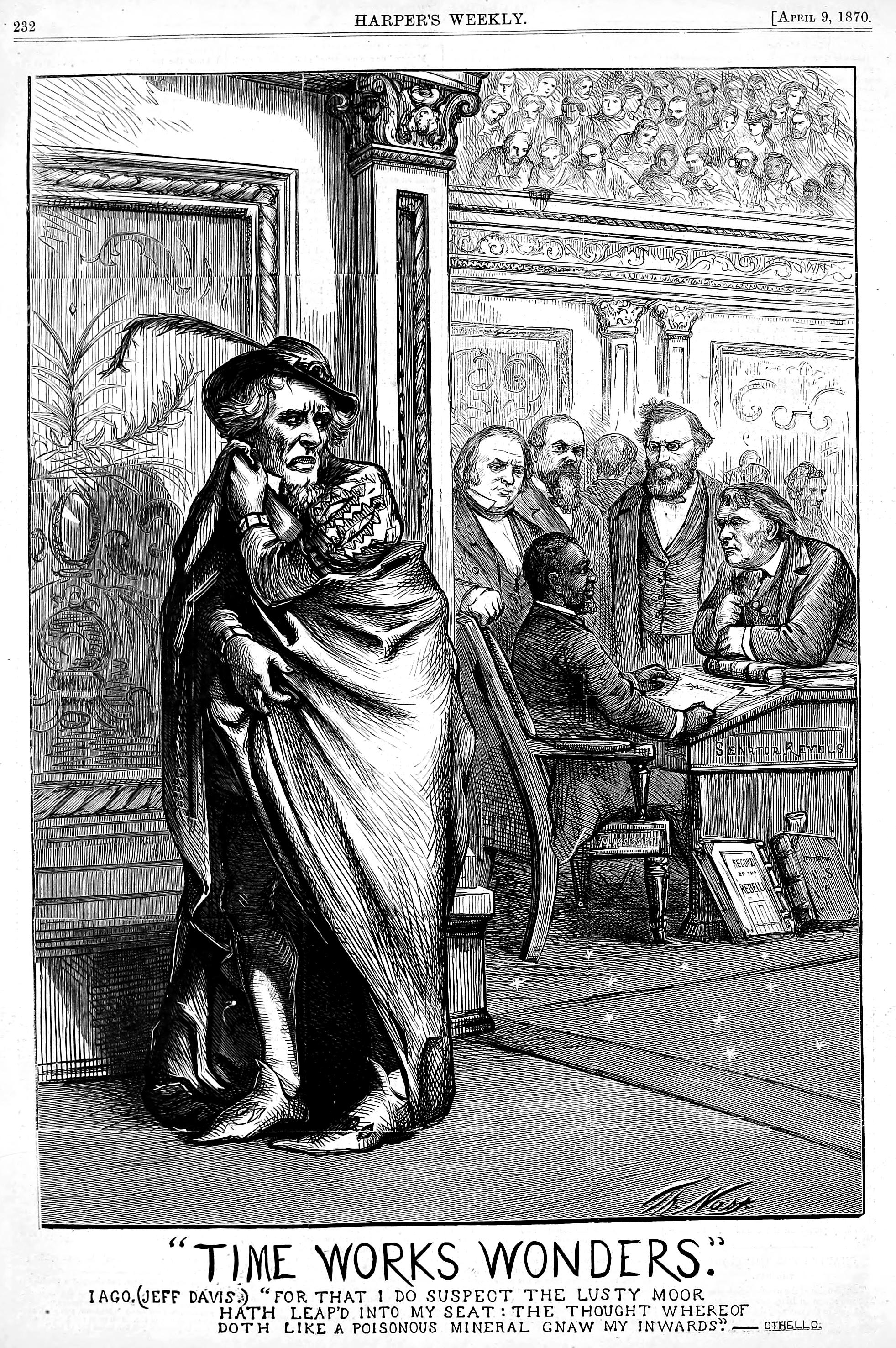
레블스 (앉은이)가 미국 상원에서 제퍼슨 데이비스를 대체하는 것을 그린 하퍼스 위클리의 삽화 (1870년 2월 19일)

1870년 1월의 말기에 레블스는 워싱턴 D. C.에 도착하였으나 2월 23일 미시시피주가 합중국으로 다시 편입될 때까지 자신의 자격을 대표할 수 없었다. 공화당 상원들은 즉시 그를 맹세하려고 추구하였으나 민주당 상원들은 노력을 막는 데 결심되었다. 켄터키주의 개릿 데이비스 상원과 델라웨어주의 윌러드 솔스베리 상원에 의하여 이끌어진 민주당원들은 레블스의 선거는 무효였다고 단언하여 미시시피주가 군사 지배 아래 있었고, 그의 선거를 확신시키는 데 시민 정부가 없었다는 것을 주장하였다. 다른이들은 레블스가 1868년 미국 헌법 수정 제14조의 통과까지 미국 시민이 아니었으며 따라서 미국 상원이 되는 데 부적격이었다고 단언하였다. 공화당 상원들은 그의 방어에 집결하였다. 레블스가 데이비스의 의석을 채우려 하지 않았어도 남부의 전직 대통령의 이탈 후에 상원으로 흑인의 승인의 상징은 급진파 공화당원들에 잃어지지 않았다. 네바다주의 상원 제임스 나이는 이 사건의 중요성을 강조하였다. "제퍼슨 근본 이념이 데이비스는 자신과 그들의 다른 피부색 때문에 인종의 억압과 영원화 노예화의 정부를 설립하는 데 나갔다."고 선언하였다. "각하, 여기에 검색 정의의 웅장한 광경이 목격된 오늘날인가요! 그가 지지하는 데 선서된 국가의 헌법과 법률에 따라 짓밟기 위해 행진한 그 굉장하고 도전적인 남자 대신 이 의원석에 자신의 의석을 차지하는 데 영원히 노예화했던 그 겸손한 인종 중 하나가 돌아옵니다." 2월 25일의 오후, 상원은 이어서 컬럼비아 특별구의 교육·노동 위원회에 임명들을 받은 레블스를 48 대 8로 의석에 투표하였다.
레블스가 자신을 "피부색에 상관 없이 상원의 대표"로 견해하였어도 그는 또한 자유인들을 대표하였고, 모든 주들에서 온 흑인 남성과 여성들로부터 그렇게 접수된 청원들을 받았다. 그의 전체 경주를 대표했던 그의 감각은 조지아주에서 입법자들을 직무로부터 강제로 복직시키는 호의에 그의 난생 처음 연설에서 증거였다. 1868년 4월 조지아주 투표인들은 주의 헌법을 비준하여 아프리카계 미국인들에게 참정권을 주었고, 의회적 재건의 조건 아래 합중국으로 주의 재편입을 향한 필요적 단계를 택하였다. 같은 선거에서 조지아주 주민들은 주립 하원으로 흑인 입법자들 중 29명을, 주립 상원으로 3명을 보냈다. 아직 입법부가 7월에 모였을 때 온건적인 백인 공화당원들은 흑인 의원들을 의석에 앉히지 않는 데 상하원 둘다에서 민주당원들에 가입하여 주의 헌법은 흑인 공무원들을 허가하지 않았다고 주장하였다. 행동에 박차를 가한 흑인 조지아주 주민들은 조지아주가 합중국으로 재편입되기 전에 연방 조사를 위하여 의회에 호소하였다. 1870년 3월 16일 꽉 찬 집회와 흑인 남성과 여성들로 채워진 관객 앞에서 레블스는 북부와 공화당이 조지아주 흑인 입법자들에게 그들의 지원을 빚지고 있다고 주장하였다. "난 이 의회가 홀로 안전할 수 있는 것을 위한 소송을 제기하는 데 이제 정부의 의석으로 자신들의 대표를 보내는 무방비 경주를 위한 보호를 위하여 내가 간청하는 데 일어났다고 말하였다. 그리고 여기 내가 더욱이 말하는 데 북부의 주민들은 유색인들에게 쉽게 이행할 수 없는 깊은 의무를 빚지고 있다." 자신의 연설에서 레블스는 공화당에 자신의 충성과 신념을 고백하여 "공화당은 일부는 염증이 없다 ... 남부의 백인 인구에 대항하는 데 국가가 믿게. 그 경계들은 화난 진영의 소음과 불화에서 약간의 평화와 휴식을 그들 안에서 찾는 데 전부의 진실적인 충성자들을 위하여 충분히 넓다."고 주장하였다. 조지아주 입법부는 결국적으로 7월 합중국으로 재가입을 위한 요구 사항으로서 입법자들을 복직시키는 의회의 명령으로 동의하였다.
레블스는 또한 전 연합국들을 위하여 보편적 사면에 호의를 가져 합중국으로 그들의 충성하는 맹세 만을 요구하였다. "난 충성스럽고 충성스럽다는 증거를 제시하는 것처럼 남부에서 자신들이 부과된 자들의 장애를 제거하는 호의에 있다."고 레블스는 선언하였다. "만약 당신이 남부에서 한 사람이 자신이 충성적인 사람인 증거를 주는 것과 사실에 그가 의회의 법률을 비헌법적이라고 비난을 중단한 것, 그리고 그들을 존중하고 그들을 수행하는 것을 선호하는 것을 찾을 수 있다면 난 그의 장애를 제거하는 호의에 있다." 결국적으로 통과된 법안을 위한 레블스의 지지는 정치적 온건파로서 그의 명성을 굳혔다.
컬럼비아 특별구에서 인종적으로 분리된 학교들을 영속시키는 오하이오주 상원 앨런 서먼의 수정안을 반대하는 것에 레블스가 급진파 공화당원들과 편에 있었어도 흑인과 백인들의 사회 통합에 그의 견해들은 자신의 동료들의 것들보다 덜 낙관적이었다. 레블스는 명확하게 인종의 법적 분리를 거절하여 그것이 흑인과 백인들 사이에 악의로 이끌었다고 믿었으나 그는 바람직하거나 필요한 것으로서 강제적인 사회적 혼합을 보지 않았다. 그는 일요일에, 하지만 한주 남은 시간 동안 회중이 함께 예배를 볼 북부의 도시들에서 인종 혼합의 교회들을 인용하였다. 그의 가장 매력적인 마루 연설들 중의 하나에서 그는 "난 이 국가에서 피부색으로 편견이 매우 위대한 것을 찾으며 어쩌다 그것이 증가하는 것에 두려워한다 ... 만약 국가가 유색 인종에 이 편견의 격려를 위하여 단계를 택한다면 천국이 그들에 미소를 짓고 그들을 번영시킬 것에 희망을 그들이 진술할 근거를 가질 수 있는가?"라고 말하였다. 전직 교사로서 레블스는 해방된 노예들을 교육시키는 데 필요성에 감사하여 "유색 인종은 아무 백인의 머리에 해를 입힌 하나의 머릿털 없이 재산을 취득하고, 똑똑하고, 가치있고 유용한 시민들이 되는 데 ... 구축되고 지원될 수 있다."고 단언하였다. 레블스는 분리 법령의 폐지가 적은 편견에 결과를 가져올 것이라고 믿어 "의원들이 차이를 만드는 것을 중단하자, 교육의 신탁과 위원회들이 차이를 만드는 것을 중단하여 국민들이 곧 잊을 것이다."라고 말하였다.
섞인 결과들과 함께 레블스는 또한 적은 관습적인 의미들에 의하여 미국 흑인들의 민권을 흥행하기도 하였다. 1870년 5월 그는 남부 백인 남성들의 긴 요새 웨스트포인트에 있는 미국 육군사관학교로 흑인 후보 마이클 하워드를 자신이 지명했을 때 군사 설립을 놀랍게 하였다. 레블스는 전 노예들이었던 하워드의 부모를 알았고, 하워드의 부친은 주의 입법부에 근무하였다. 비판들은 레블스가 적은 정식 교육을 가졌거나 육군사관학교로 수용되지 않은 청년들을 냉담하고 공개적으로 굴욕하였다고 단언하였고, 지지자들은 학교 행정부의 편견이 하워드의 입학을 막았다고 단언하였다. 추가적으로 레블스는 자신이 큰 자부심을 가지고 회상한 업적으로서 1871년 초순에 미국 해군의 공창에서 일하는 것으로부터 금지된 볼티모어 출신의 흑인 직공들을 대표하여 전쟁부로 성공적으로 호소하였다.

## 이후의 세월

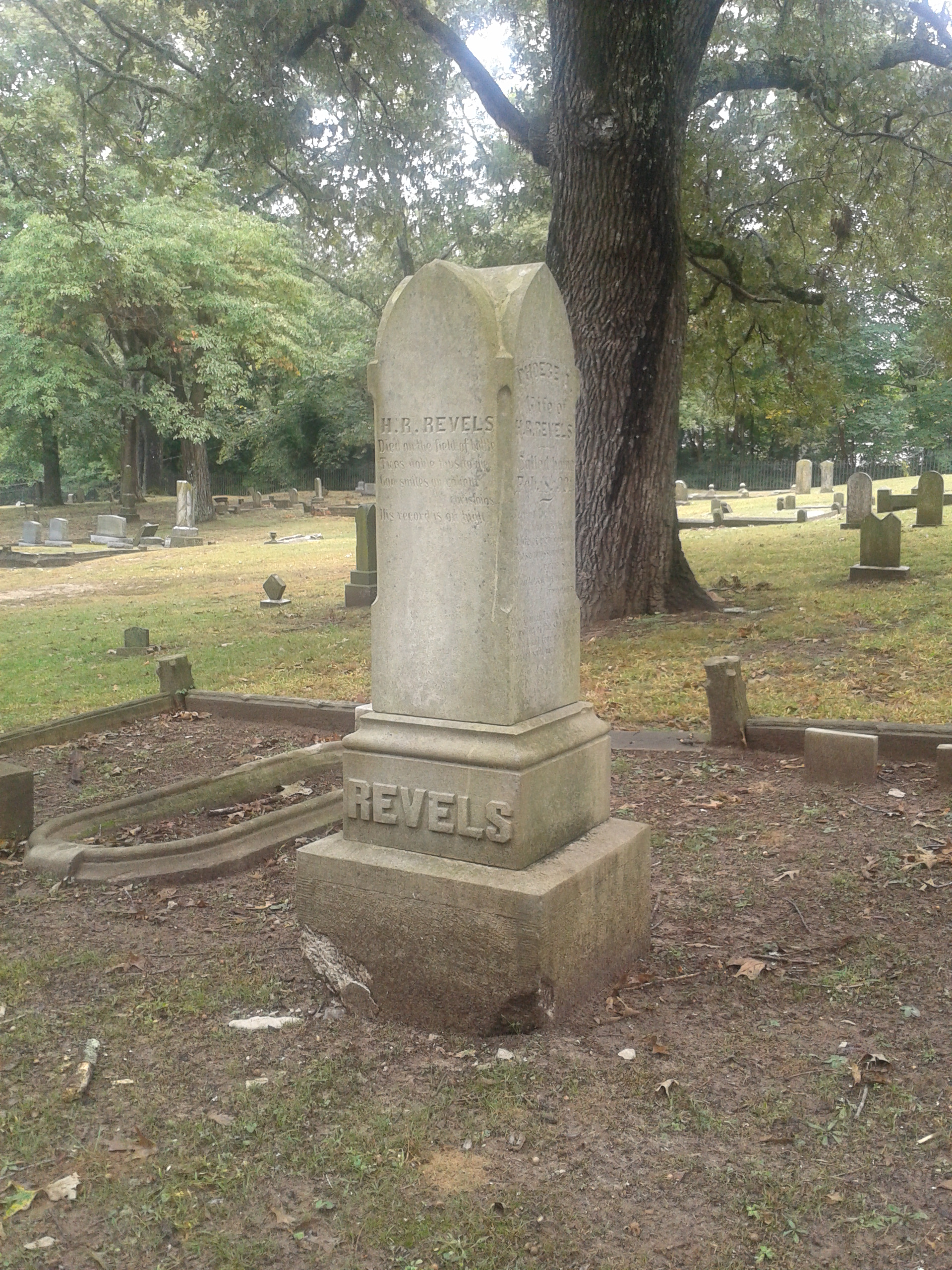
미시시피주 홀리스프링스 힐크레스트 묘지에 있는 레블스의 묘비

1871년 3월 3일 자신의 상원 기간의 만기 후에 레블스는 인디애나주의 올리버 모턴과 미시간주의 재커리아 챈들러 상원들의 추천에 율리시스 S. 그랜트 대통령에 의하여 제공된 몇몇의 후원 직위들을 거절하였다. 그는 자신의 정치적 제휴였던 주지사 제임스 앨콘의 이름을 딴 앨콘 대학교의 초대 총장이 되는 데 미시시피주로 돌아왔다. 미시시피주 로드니에 위치한 앨콘 대학교는 흑인 학생들을 위하여 미국에서 첫 토지 부여 학교였다. 레블스는 자신의 친구 제임스 린치의 갑작스런 사망 후에 미시시피주의 임시 주무장관을 지내는 데 1873년 휴학을 하였다. 이 시기 동안 레블스는 공화당에서 부패에 관한 더욱 비판적으로 성장하였고, 자신의 정치적 라이벌이자 전 동료 상원이며 당시 미시시피주지사 애덜버트 에임스에 의하여 제거되는 것을 피하는 데 1874년 앨콘 대학교에서 자신의 직위로부터 사임하였다. 레블스는 목사직으로 복귀하여 홀리스프링스에 있는 교회에서 목사로 취임하였다. 폭력적이고 논란이 많은 1875년 선거 운동에서 그는 몇몇의 민주당원들을 지지하였다. 1876년 상원이 이전 세월의 선거에서 잘 문서화가 된 사기와 폭력에 관하여 그를 의문한 위원회를 선발했을 때 레블스는 자신의 지식을 최대한으로 증언하여 조건은 비교적으로 평화로웠고, 그는 광범위한 폭력을 인식하지 못했다. 그의 진술은 많은 미시시피주의 흑인 투표인들에 의한 회의론과 만났다. 레블스는 그해 7월 앨콘 대학교의 총장으로서 자신의 이전 직위로 복귀하였다. 그는 또한 아프리카 감리교 감독교회의 공식 기관지 〈사우스웨스턴 크리스천 애드보케이트〉 신문을 편집하기도 하였다. 1882년 레블스는 퇴직하여 홀리스프링스에 있는 자신의 전 교회로 돌아갔다. 그는 신앙 공동체에서 활동적으로 남아 쇼 대학교 (이후 러스트 칼리지)에서 신학을 강의하였으며 아프리카 감리교 감독교회의 지구 교육감을 지냈다.
1901년 1월 16일 애버딘에서 열린 신앙 회의에 참석한 동안 뇌졸중으로 사망하였다. 그는 홀리스프링스에 있는 힐크레스트 묘지에 안장되었다.

## 역대 선거 결과
| 선거명      | 직책명                    | 대수 | 정당   | 득표율  | 득표수 | 결과 | 당락                     |
| ----------- | ------------------------- | ---- | ------ | ------- | ------ | ---- | ------------------------ |
| 1870년 선거 | 상원의원 (미시시피 제2부) | 41대 | 공화당 | 100.00% | 1표    | 1위  | 미시시피주 상원의원 당선 |